# Гасан Сеїдов
Гасан Неймат огли Сеїдов (16 серпня 1932, село Качаган Марнеульського району, тепер Грузія — 8 грудня 2004, місто Баку, Азербайджан) — радянський партійний і політичний діяч, голова Ради міністрів Азербайджанської РСР у 1981—1989 роках. Кандидат у члени ЦК КПРС у 1981—1989 роках. Депутат Верховної Ради СРСР 10—11-го скликань.

## Нагороди і звання
- орден Леніна
- три ордени Трудового Червоного Прапора
- медалі